# Cygnus NG-14
Cygnus NG-14, precedentemente conosciuta come CRS OA-14, è una missione spaziale privata di rifornimento per la Stazione spaziale internazionale, programmata da Northrop Grumman per la NASA nell'ambito del programma Commercial Resupply Services e decollata il 3 ottobre 2020.
Il vettore utilizzato è stato un Antares 230+, il quale ha portato in orbita il veicolo cargo Cygnus, costituito in questo caso dalla capsula S.S. Kalpana Chawla, comprendente il modulo per immagazzinamento pressurizzato costruito da un partner industriale di Orbital ATK, la Thales Alenia Space.
La Cygnus NG-14 è stata la quindicesima missione orbitale del veicolo spaziale Cygnus, la tredicesima delle quali avente come cliente la NASA. Cygnus NG-14 faceva parte, in particolare, del contratto Commercial Resupply Services 2, di cui è stata la terza missione, che prevede un minimo di sei missioni a favore della Northrop Grumman Innovation Systems.

## Modulo di servizio
La missione Cygnus NG-14 è stata effettuata con una navetta Cygnus, in particolare con una versione di dimensioni maggiori, chiamata Cygnus PCM, utilizzata qui per la decima volta. Come nel caso della precedente missione Cygnus NG-13, è stato inoltre utilizzato un sistema di carico che permette di caricare esperimenti tempo-dipendenti anche solo 24 ore prima del lancio, mentre in precedenza il carico doveva essere pronto ben quattro giorni prima.
Come da tradizione della Orbital ATK, e quindi in seguito della Northrop Grumman Innovation Systems, il modulo è stato battezzato S. S. Kalpana Chawla, in onore di Kalpana Chawla, un'astronauta indiana naturalizzata statunitense che rimase vittima dell'incidente dello Shuttle Columbia avvenuto il 1º febbraio 2003.

## Lancio e svolgimento della missione
La missione è partita il 3 ottobre 2020, alle 01:16:14 UTC, a bordo di un Antares 230+ decollato dal sito di lancio numero 0 del Mid-Atlantic Regional Spaceport. Il 5 ottobre 2020 il modulo Cygnus, con a bordo la capsula pressurizzata per immagazzinamento costruita dalla Thales Alenia Space, ha raggiunto la ISS e ha iniziato a condurre una serie di manovre per regolare la propria velocità, altitudine e orientazione con quella della stazione spaziale. Dopo aver raggiunto il punto di cattura, alle 9:32 UTC il veicolo è stato preso dal Canadarm2, comandato dall'astronauta statunitense Chris Cassidy con l'assistenza del collega Ivan Vagner, e infine, alle 12:01 UTC, è stato agganciato al modulo Unity.
Il modulo Cygnus della missione è rimasto agganciato alla ISS per circa 93 giorni. Il distacco è avvenuto il 6 gennaio 2021 e il veicolo è stato liberato dal Canadarm2 alle 15:11 UTC dello stesso giorno. Dopo una serie di manovre atte ad allontanarlo dalla stazione spaziale, il Cygnus ha messo in orbita diversi satelliti CubeSat e, così come accaduto per la precedente missione NG-13, non ha effettuato subito il rientro in atmosfera ma è rimasto in orbita per altri 20 giorni (la NG-13 vi rimase altri 18 giorni), come richiesto dalla NASA, per portare avanti l'esperimento Saffire V, per testare SharkSat, una serie di nuove tecnologie sviluppate dalla stessa Northrop Grumman per le telecomunicazioni 5G.  Una volta terminata la sperimentazione, il 26 gennaio la capsula è rientrata nell'atmosfera terrestre, distruggendosi assieme alle tonnellate di spazzatura in essa caricate durante la sua permanenza attraccata all'ISS.

## Carico
La missione NG-14 ha portato in orbita un carico totale di 3551 kg di materiale, parte destinato all'interno della ISS e parte costituito da CubeSat, i quali sono stati poi messi in orbita dalla Cygnus dopo il distacco del modulo dalla ISS, o dalla stessa stazione spaziale.
In particolare il carico era così composto:
- Carico destinato all'interno della ISS:
  - Esperimenti scientifici: 1217 kg
  - Rifornimenti per l'equipaggio: 850 kg
  - Hardware per la stazione spaziale: 1230 kg
  - Equipaggiamenti per le attività extraveicolari: 151 kg
  - Risorse informatiche: 71 kg

In aggiunta al sopraccitato carico sono stati poi aggiunti due serbatoi di azoto utili a mantenere la percentuale del gas nell'atmosfera della ISS, dopo il leggero aumento di una perdita d'aria riscontrato alla fine del 2020.
Tra i vari esperimenti scientifici e apparecchiature portati in orbita dalla Cygnus NG-14 si possono citare, tra gli altri:
Multi-Needle Langmuir Probe (m-NLP): uno strumento realizzato dall'Università di Oslo in collaborazione con l'azienda norvegese Eidsvoll Electronics per misurare la densità del plasma ionosferico. m-NLP, che è stato installato sulla piattaforma Bartolomeo, all'esterno del modulo Columbus,  è il primo strumento in grado di misurare la densità del plasma ionosferico con una risoluzione spaziale inferiore a un metro.
ELaNa 31:  esperimento che fa parte dell'iniziativa Educational Launch of Nanosatellites e che rilascerà in orbita i seguenti CubeSat a partire dalla ISS: Bobcat-1, NEUTRON-1 e SPOC.
Saffire V: si tratta della quinta parte di un esperimento volto allo sviluppo di materiali ignifughi e di misure atte a prevenire lo scoppio di incendi sulla ISS. Lo Spacecraft Fire Experiment-V (Saffire-V) inizierà una volta che il modulo Cygnus si sarà allontanato dalla ISS, usando quest'ultimo come sito in cui esaminare la propagazione di un incendio su diversi materiali e in diverse condizioni ambientali.
Universal Waste Management System: si tratta di un nuovo sistema di smaltimento rifiuti realizzato in titanio e dal costo di circa 23 milioni di dollari, che permetterà agli astronauti di sperimentare questo nuovo apparato prima che uno simile sia installato sulle capsule Orion, i veicoli spaziali destinati ai prossimi allunaggi. Secondo la NASA, il nuovo sistema è circa il 65% più piccolo e il 40% più leggero dell'apparato precedente e, stando a quanto affermato dalla Collins Aerospace, la ditta che lo ha realizzato, si adatta meglio ai bisogni dei membri femminili dell'equipaggio.